# Antonini
Antonini, odnosno Antoninska dinastija, označava šestoricu rimskih careva, koji su vladali od ubojstva Domicijana 96. godine do ubojstva Komoda 192. godine, premda su zapravo samo tri posljednja cara bili pravi Antonini.
- Nerva
- Trajan (98.―117.), posinak Nervin
- Hadrijan (117.―138.), rođak i zatim posinak Trajanov
- Antonin Pio (138.―161.), posinak Hadrijanov
- Marko Aurelije (161. – 180.), posinak Antonina Pija
- Komod (180.―192.), sin Marka Aurelija

Među Antonine obično se ubraja i Lucije Ver (161.―169.), koji je neko vrijeme bio suvladar Marka Aurelija.
Godine 138. car Hadrijan je na samrti Antonina Pija posinio i imenovao svojim nasljednikom pod uvjetom da Antonin posini Marka Aurelija i Lucija Vera. Nakon što je Hadrijan umro, Antonin je započeo svoju mirnu i blagu vladavinu, trudeći se da poštuje ustavne okvire principata kakve ih je ustanovio još Oktavijan August te dobrovoljno djeleći svoju vlast s Senatom. Istu je politiku nastavio i njegov posinak Marko Aurelije. 
Nerva, Trajan, Hadrijan, Antonin Pije i Aurelije poznati su u povijesti kao "Pet dobrih careva", a njihova vladavina često se smatra vrhuncem Rimskog Carstva. Aurelijev rođeni sin Komod, međutim, uspio je dovesti do kraja liniju "Petorice dobrih careva" i uništiti "rimski mir" (pax Romana) koji je bio uspostavljen više od dva stoljeća ranije.